# Valserhône
Valserhône is een gemeente in het Franse departement Ain (regio Auvergne-Rhône-Alpes). De plaats maakt deel uit van het arrondissement Nantua. De gemeente telde op 1 januari 2022 16.162 inwoners en is daarmee de op twee na grootste van het departement. 
Valserhône is op 6 januari 2019 ontstaan door de fusie van de gemeenten Bellegarde-sur-Valserine, Châtillon-en-Michaille en Lancrans.

## Geografie
De Valserine stroomt door de gemeente en mondt er uit in de Rhône.
De oppervlakte van Valserhône bedroeg op 1 januari 2022 62,54 vierkante kilometer; de bevolkingsdichtheid was toen 258,4 inwoners per km².
De onderstaande kaart toont de ligging van Valserhône met de belangrijkste infrastructuur en aangrenzende gemeenten.

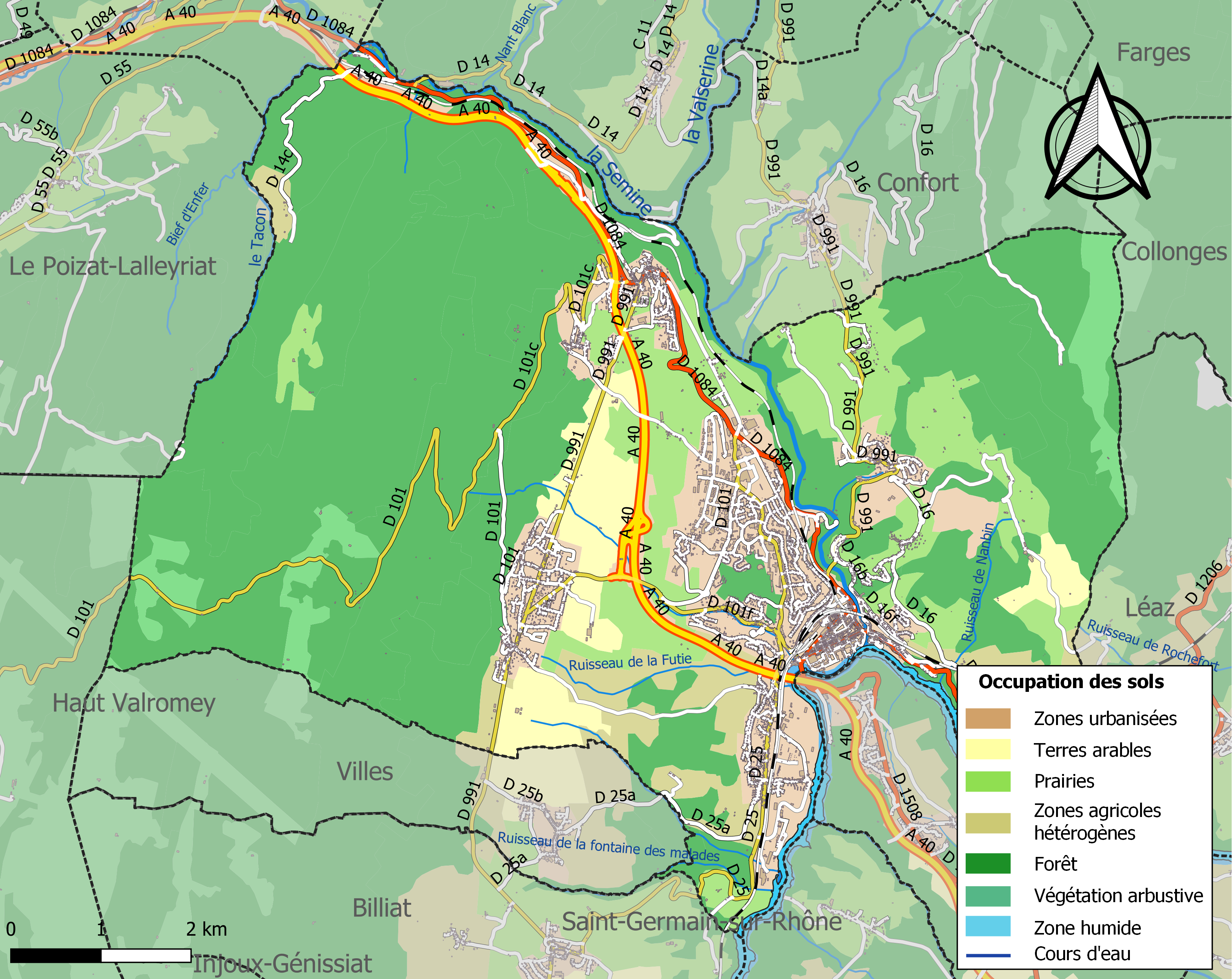

## Verkeer en vervoer
De autosnelweg A40 loopt door de gemeente. 
In de gemeente ligt spoorwegstation Bellegarde. In 2009 kwam er een nieuw station voor de TGV gereed.